# Christian Dior
Christian Dior (Granville (Frankrijk), 21 januari 1905 – Montecatini Terme (Italië), 24 oktober 1957) was een beroemd en invloedrijk Frans modeontwerper.

## Levensloop

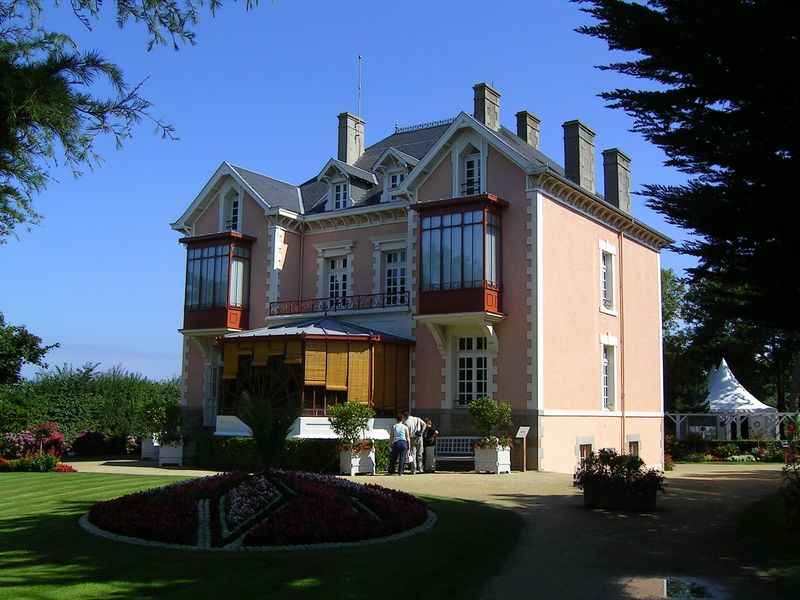
Huis van Christian Dior te Granville, thans museum

Christian Dior werd geboren op 21 januari 1905, in Granville, Normandië. Hij verhuisde met zijn ouders naar Parijs, waar hij later Politieke Wetenschappen studeerde aan de prestigieuze Sciences Po. Hij interesseerde zich voor architectuur, en schetste in zijn vrije tijd onder meer kleding. Die ontwerpen werden zo goed bevonden dat hij ze verkocht aan couturehuizen en hij illustreerde de modebijlage van Le Figaro. Dit talent leidde ertoe dat hij in 1938 als ontwerper werd aangenomen bij Robert Piguet. In 1941 stapte hij over naar Lucien Lelong. Marcel Boussac, een textiel-tycoon, besloot vijf jaar later om Diors modehuis te financieren, en kocht een huis aan de Avenue Montaigne in Parijs, waar Dior nu nog altijd zijn thuisbasis heeft.
In 1947 lanceerde Dior zijn eerste collectie voor de lente/zomer, die al snel bekendstond als de 'New Look': uiterst smalle tailles met uitlopende rokken. Dior is door "La Chambre Syndicale de la Haute Couture" als haute-couture-modehuis erkend.
Naast haute couture ontwierp Dior ook sieraden. Dior stierf onverwachts in 1957, tijdens een vakantie in Montecatini, Italië. De exacte doodsoorzaak blijft onduidelijk al wordt vaak een hartaanval als reden genoemd.

## Modemerk Dior
Zijn assistent Yves Saint Laurent nam in 1957 het roer over en presenteerde in 1958 zijn eerste collectie, Trapeze.
Sinds 1997 was John Galliano aangesteld als artistiek directeur. Per seizoen creëerde hij twee collecties, een prêt-à-porterlijn en een couturecollectie. Sinds 2006 is daar ook de cruise-lijn bij gekomen. Op 1 maart 2011 werd Galliano ontslagen naar aanleiding van antisemitische uitspraken. John Galliano's opvolger is Raf Simons. Simons verliet het bedrijf in november 2015.